# Joseph Nguyen
Joseph Phuong Nguyen (ur. 25 marca 1957 w Hà Lan, w Wietnamie) – kanadyjski duchowny katolicki, wietnamskiego pochodzenia, biskup Kamloops od 2016.

## Życiorys
Święcenia kapłańskie otrzymał 30 maja 1992 i inkardynowany został do archidiecezji Vancouver. Przez wiele lat pracował jako duszpasterz parafialny. W 2010 objął funkcję dyrektora wydziału ds. powołań kapłańskich, a trzy lata później mianowano go wikariuszem generalnym archidiecezji.
1 czerwca 2016 papież Franciszek mianował go ordynariuszem Kamloops w metropolii Vancouver. Sakry udzielił mu 25 sierpnia 2016 arcybiskup John Michael Miller.